# Grand Prix automobile de France 1957
GP précédent GP suivant
Le Grand Prix de France 1957 (XLIIIe Grand Prix de l'A.C.F.), disputé sur le circuit de Rouen-les-Essarts le 7 juillet 1957, est la soixantième épreuve du championnat du monde de Formule 1 courue depuis 1950 et la quatrième manche du championnat 1957.

## Contexte avant le Grand Prix

### Le championnat du monde

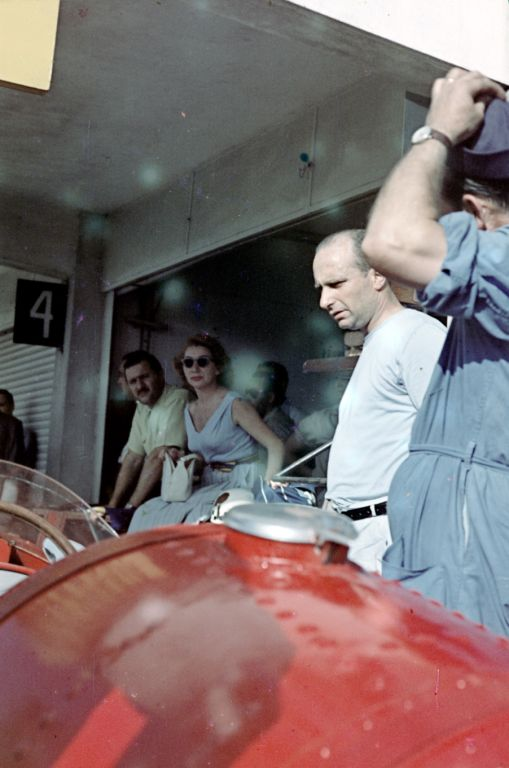
Juan Manuel Fangio et sa Maserati 250F : la combinaison à battre en 1957.

La saison 1957 est la quatrième se disputant sous la réglementation Formule 1 2,5 litres (moteur 2 500 cm3 atmosphérique ou 750 cm3 suralimenté, carburant libre. Cette huitième édition du championnat du monde des conducteurs a commencé dans un climat de crise, les organisateurs de Grands Prix prônant la réduction de leurs frais et voulant diminuer les primes de départ accordées aux concurrents. Face à cette menace, les pilotes ont pour la première fois fondé un syndicat international, présidé par l'ancien champion Louis Chiron. Dans ce contexte, les Pays-Bas et la Belgique ont annulé leurs épreuves, en signe de protestation. Les premières épreuves ont souri à Juan Manuel Fangio, de retour chez Maserati, qui s'est imposé en Argentine et à Monaco. Déjà titré à quatre reprises, le pilote argentin est une nouvelle fois largement favori cette saison. La situation est beaucoup plus difficile pour la Scuderia Ferrari, qui vient de perdre accidentellement deux de ses pilotes, Eugenio Castellotti et Alfonso de Portago, et n'a enregistré aucun résultat tangible lors des deux premières manches. Principal challenger de Fangio, le Britannique Stirling Moss a également connu un début de saison calamiteux : le premier pilote de Vanwall compte déjà seize points de retard sur son rival, ayant terminé très attardé en Argentine, et ayant achevé son Grand Prix de Monaco dans les barrières.

### Le circuit

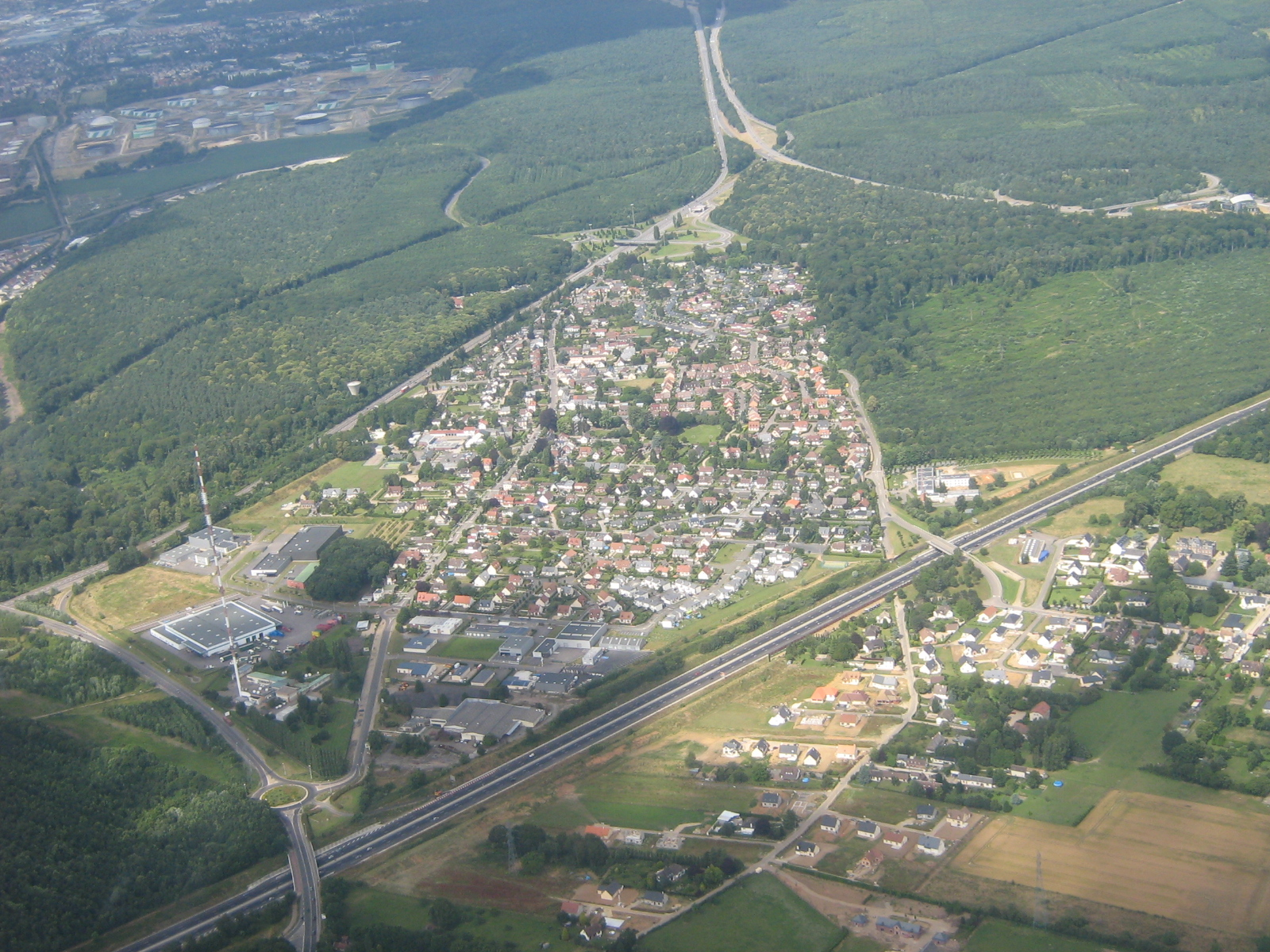
Vue récente du hameau des Essarts (en bas à gauche, enjambant l'autoroute, la D938, empruntée par l'ancien circuit).

Inauguré en 1950, le circuit de Rouen-les-Essarts est situé dans le parc des Essarts, sur la commune de Grand-Couronne, près de Rouen. Ce circuit naturel, créé à l'initiative du président de l'Automobile-Club normand Jean Savale, développait initialement un peu plus de cinq kilomètres. En 1955, sa longueur fut portée à six kilomètres et demi, à la suite d'importants travaux dans la partie nord. Parfois surnommé "le petit Spa", il comporte de très belles courbes, notamment le difficile virage des Six Frères dans l'impressionnante descente vers le hameau du Nouveau Monde. C'est la seconde fois que ce circuit est retenu pour une épreuve mondiale, la première datant de 1952, Alberto Ascari s'étant alors nettement imposé sur sa Ferrari à la moyenne de 129 km/h.

## Monoplaces en lice
- Ferrari 801 "Usine"

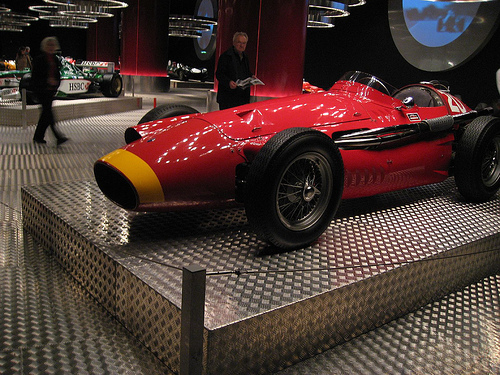
La Maserati 250F, dominatrice du début de saison avec Fangio.

Comme à Monaco, la Scuderia Ferrari est présente avec quatre monoplaces de type 801, évolution de la D50, née Lancia. Pesant 650 kg, la 801 dispose d'un moteur V8 semi-porteur d'une puissance de l'ordre de 285 chevaux. Absent en principauté, Luigi Musso a repris sa place dans l'équipe, aux côtés de Peter Collins, Maurice Trintignant et Mike Hawthorn, ce dernier disposant d'un châssis allongé de quatre centimètres, son grand gabarit s’accommodant mal du cockpit de la version standard.
- Maserati 250F "Usine"

L'usine dispose de cinq 250F, une monoplace qui dispute sa quatrième saison. Trois versions allégées à empattement long sont aux mains de Juan Manuel Fangio, Jean Behra (maintenant rétabli de son accident survenu lors des reconnaissances des Mille Miles) et Harry Schell. Ces modèles pèsent 620 kg et sont animés par un moteur six cylindres en ligne d'une puissance de 270 chevaux à 8 000 tr/min. Quatrième pilote de l'équipe, Carlos Menditéguy pilote un modèle plus ancien, à empattement court et un peu plus lourd. Le cinquième châssis est équipé du nouveau moteur V12, d'une puissance de l'ordre de 300 chevaux et sert de voiture de réserve, s'étant à ce jour montré moins efficace que les modèles traditionnels sur les circuits sinueux. Engagé à titre privé, Le pilote britannique Horace Gould est également présent, ayant engagé sa 250F personnelle (version à empattement court).
- Vanwall VW "Usine"

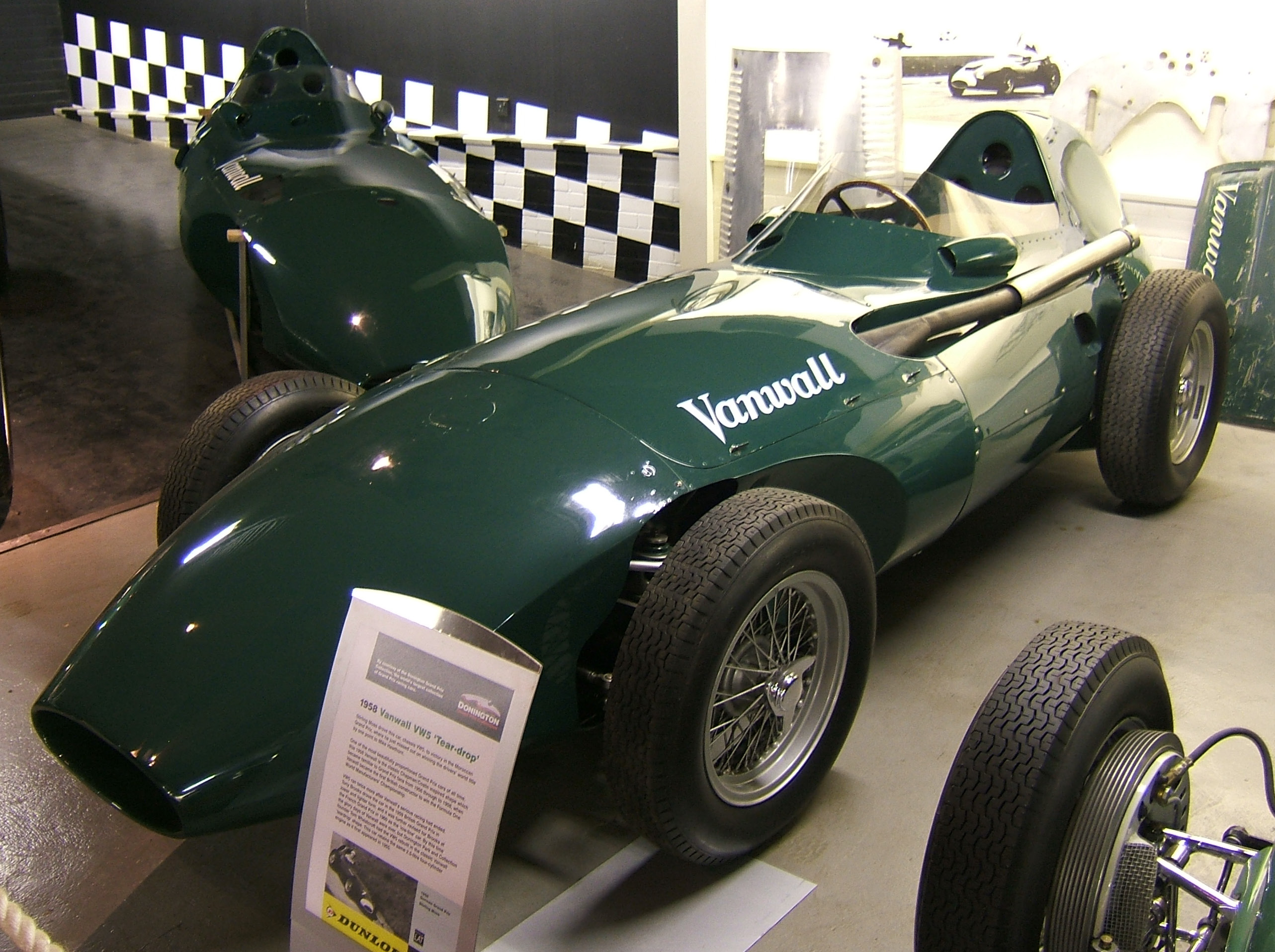
La Vanwall, de conception très moderne.

L'équipe de Tony Vandervell est momentanément privée de ses deux pilotes titulaires : Tony Brooks s'est légèrement blessé lors des dernières 24 Heures du Mans (son Aston Martin s'est retournée au Tertre Rouge), et Stirling Moss, victime d'une infection des sinus, a dû être hospitalisé en Angleterre. Ils sont remplacés au pied levé par Roy Salvadori (qui vient de rompre son contrat avec BRM) et par Stuart Lewis-Evans, sans volant depuis le récent arrêt d'activité de l'équipe Connaught. Les Vanwall sont des monoplaces relativement légères (570 kg) et leur moteur à quatre cylindres alimenté par injection développant environ 285 chevaux, associé à une carrosserie très profilée, leur assure une excellente vitesse de pointe. Elles bénéficient également d'un excellent système de freinage, assuré par quatre freins à disque Dunlop.
- BRM P25 "Usine"

Les rapides BRM P25 s'étaient révélées très fragiles, voire dangereuses, lors de la saison précédente, et ont été sérieusement modifiées pour 1957 : deux nouveaux châssis, renforcés, ont été construits, adoptant des suspensions arrière à ressorts hélicoïdaux (au lieu de lames transversales). La lubrification de la transmission a été également fiabilisée, le précédent système ayant été à l'origine de quelques sorties de route dues à des blocages soudains. Plus petites que leurs concurrentes (mises à part les minuscules Cooper à moteur central arrière), les BRM affichent un excellent rapport poids/puissance (270 chevaux pour un peu plus de 550 kg). Si les évolutions ont rendu leur comportement plus sûr, leur fiabilité pèche encore, le seul résultat tangible obtenu cette saison étant la troisième place de Ron Flockhart au Glover Trophy de Goodwood, hors championnat. Salvadori a quitté l'équipe aussitôt après le Grand Prix de Monaco, Flockhart étant désormais secondé par l'espoir américain Herbert MacKay-Fraser.
- Cooper T43 "Usine"

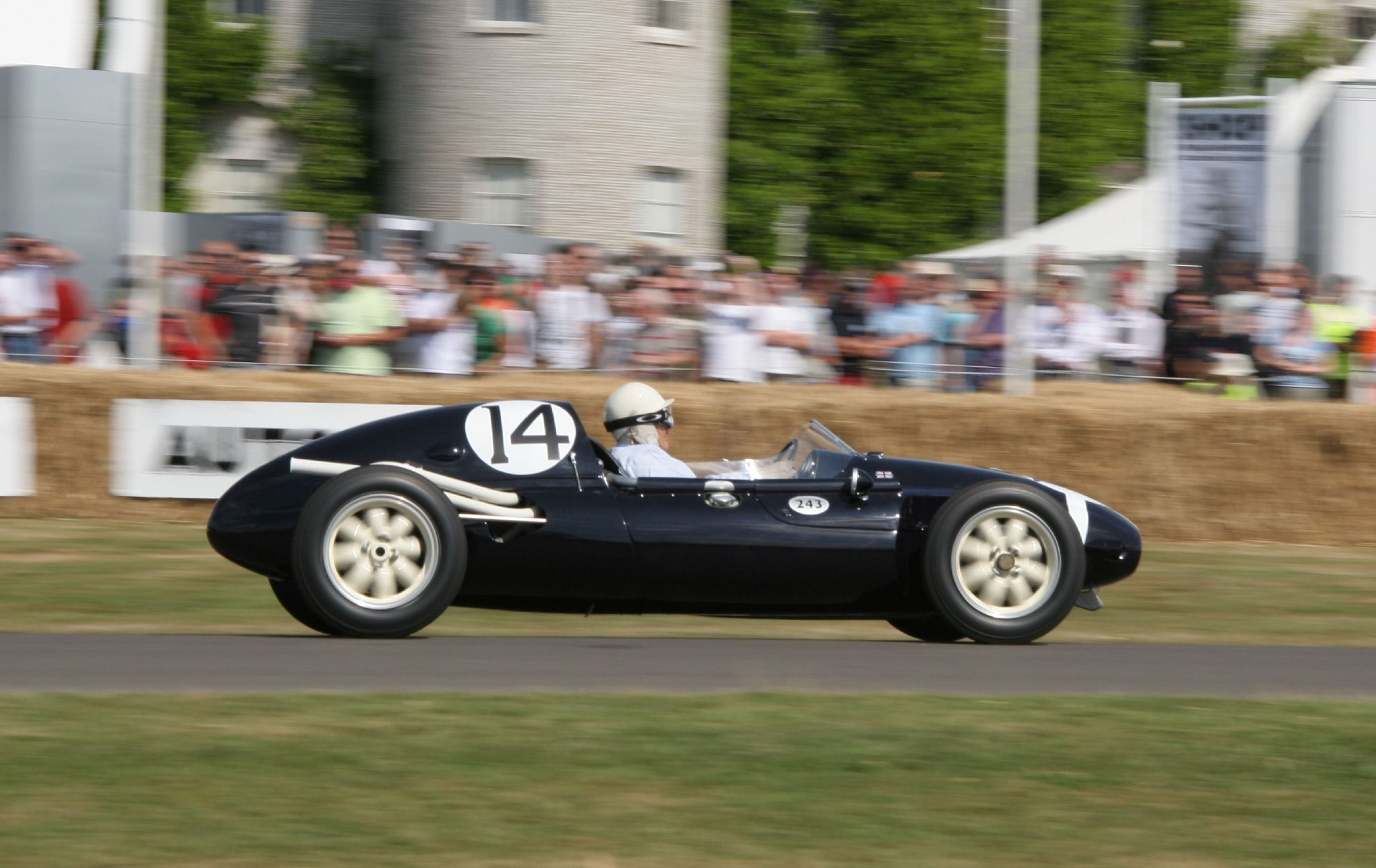
La petite Cooper-Climax T43, à moteur central arrière (ici lors d'une course historique).

John Cooper a engagé deux petites T43, monoplaces à moteur central arrière conçues à l'origine pour la formule 2, équipées pour les Grands Prix d'un moteur Coventry Climax de deux litres de cylindrée, d'une puissance de l'ordre de 180 chevaux. Ces mini F1, qui pèsent moins de 400 kg, sont aux mains de Jack Brabham (auteur d'une très belle course à Monaco) et de Mike MacDowel, qui fait sa première apparition en championnat.

## Coureurs inscrits
| no   | Pilote                | Écurie                    | Constructeur | Modèle                          | N° châssis | Moteur                   | Pneumatiques |
| ---- | --------------------- | ------------------------- | ------------ | ------------------------------- | ---------- | ------------------------ | ------------ |
| 2    | Juan Manuel Fangio    | Officine Alfieri Maserati | Maserati     | Maserati 250F                   | 2529       | Maserati L6              | P            |
| 4    | Jean Behra            | Officine Alfieri Maserati | Maserati     | Maserati 250F                   | 2528       | Maserati L6              | P            |
| 6    | Harry Schell          | Officine Alfieri Maserati | Maserati     | Maserati 250F                   | 2527       | Maserati L6              | P            |
| 8 8T | Carlos Menditéguy     | Officine Alfieri Maserati | Maserati     | Maserati 250F Maserati 250F V12 | 2501 2530  | Maserati L6 Maserati V12 | P            |
| 10   | Luigi Musso           | Scuderia Ferrari          | Ferrari      | Ferrari 801                     | D50/0010   | Ferrari V8               | E            |
| 12   | Peter Collins         | Scuderia Ferrari          | Ferrari      | Ferrari 801                     | D50/0008   | Ferrari V8               | E            |
| 14   | Mike Hawthorn         | Scuderia Ferrari          | Ferrari      | Ferrari 801                     | D50/0009   | Ferrari V8               | E            |
| 16   | Maurice Trintignant   | Scuderia Ferrari          | Ferrari      | Ferrari 801                     | D50/0006   | Ferrari V8               | E            |
| 18   | Stuart Lewis-Evans    | Vandervell Products       | Vanwall      | Vanwall VW                      | VW4        | Vanwall L4               | P            |
| 20   | Roy Salvadori         | Vandervell Products       | Vanwall      | Vanwall VW                      | VW1        | Vanwall L4               | P            |
| 22   | Jack Brabham          | Cooper Car Company        | Cooper       | Cooper T43                      | F2-9-57    | Coventry Climax L4       | D            |
| 24   | Mike MacDowel         | Cooper Car Company        | Cooper       | Cooper T43                      | F2-3-57    | Coventry Climax L4       | D            |
| 26   | Ron Flockhart         | Owen Racing Organisation  | BRM          | BRM P25                         | 254        | BRM L4                   | D            |
| 28   | Herbert MacKay-Fraser | Owen Racing Organisation  | BRM          | BRM P25                         | 253        | BRM L4                   | D            |
| 30   | Horace Gould          | Gould's Garage            | Maserati     | Maserati 250F                   | 2514       | Maserati L6              | D            |

## Qualifications
Les essais qualificatifs ont lieu le vendredi matin et le samedi matin précédant la course. Absent en 1952 à cause de son grave accident de Monza, Juan Manuel Fangio découvre le circuit, et après une brève inspection déclare : « Ça, c'est pour moi ! » Effectivement, dès les premiers kilomètres, le champion argentin se montre le plus rapide, surtout dans les courbes de la descente qu'il négocie tout en dérive avec une précision remarquable. Et au terme des deux journées d'essais, il s'est octroyé la pole position, battant de plus d'une seconde son coéquipier Jean Behra, pourtant très expérimenté sur cette piste. Les deux pilotes ont réalisé leurs meilleurs temps sur les versions six cylindres des Maserati 250F, chacun ayant également tourné sur la version V12, plus puissante mais malgré tout moins performante sur ce tracé. Au sein de la Scuderia Ferrari, Luigi Musso s'est montré le plus rapide, complétant la première ligne de la grille de départ avec un temps très proche de celui de Behra. Légèrement en retrait, Harry Schell (Maserati) et Peter Collins se partagent la seconde ligne. En l'absence de Stirling Moss et de Tony Brooks, c'est Roy Salvadori qui a tiré le meilleur parti des Vanwall, s'octroyant le sixième temps, mais à plus de trois secondes et demie de Fangio.
| Pos. | Pilote                | Écurie        | Temps        | Écart    |
| ---- | --------------------- | ------------- | ------------ | -------- |
| 1    | Juan Manuel Fangio    | Maserati      | 2 min 21 s 5 | -        |
| 2    | Jean Behra            | Maserati      | 2 min 22 s 6 | + 1 s 1  |
| 3    | Luigi Musso           | Ferrari       | 2 min 22 s 7 | + 1 s 2  |
| 4    | Harry Schell          | Maserati      | 2 min 23 s 2 | + 1 s 7  |
| 5    | Peter Collins         | Ferrari       | 2 min 23 s 3 | + 1 s 8  |
| 6    | Roy Salvadori         | Vanwall       | 2 min 25 s 1 | + 3 s 6  |
| 7    | Mike Hawthorn         | Ferrari       | 2 min 25 s 6 | + 4 s 1  |
| 8    | Maurice Trintignant   | Ferrari       | 2 min 25 s 9 | + 4 s 4  |
| 9    | Carlos Menditéguy     | Maserati      | 2 min 26 s 1 | + 4 s 6  |
| 10   | Stuart Lewis-Evans    | Vanwall       | 2 min 27 s 6 | + 6 s 1  |
| 11   | Ron Flockhart         | BRM           | 2 min 27 s 8 | + 6 s 3  |
| 12   | Herbert MacKay-Fraser | BRM           | 2 min 29 s 9 | + 8 s 4  |
| 13   | Jack Brabham          | Cooper-Climax | 2 min 30 s 9 | + 9 s 4  |
| 14   | Horace Gould          | Maserati      | 2 min 35 s 0 | + 13 s 5 |
| 15   | Mike MacDowel         | Cooper-Climax | 2 min 38 s 6 | + 17 s 1 |

## Grille de départ du Grand Prix
| 1re ligne | Pos. 3                           |                                  | Pos. 2                        |                                  | Pos. 1                         |
|           | Musso Ferrari 2 min 22 s 7       |                                  | Behra Maserati 2 min 22 s 6   |                                  | Fangio Maserati 2 min 21 s 5   |
| 2e ligne  |                                  | Pos. 5                           |                               | Pos. 4                           |                                |
|           |                                  | Collins Ferrari 2 min 23 s 3     |                               | Schell Maserati 2 min 23 s 2     |                                |
| 3e ligne  | Pos. 8                           |                                  | Pos. 7                        |                                  | Pos. 6                         |
|           | Trintignant Ferrari 2 min 25 s 9 |                                  | Hawthorn Ferrari 2 min 25 s 6 |                                  | Salvadori Vanwall 2 min 25 s 1 |
| 4e ligne  |                                  | Pos. 10                          |                               | Pos. 9                           |                                |
|           |                                  | Lewis-Evans Vanwall 2 min 27 s 6 |                               | Menditéguy Maserati 2 min 26 s 1 |                                |
| 5e ligne  | Pos. 13                          |                                  | Pos. 12                       |                                  | Pos. 11                        |
|           | Brabham Cooper 2 min 30 s 9      |                                  | MacKay BRM 2 min 29 s 9       |                                  | Flockhart BRM 2 min 27 s 8     |
| 6e ligne  |                                  | Pos. 15                          |                               | Pos. 14                          |                                |
|           |                                  | MacDowel Cooper 2 min 38 s 6     |                               | Gould Maserati 2 min 35 s 0      |                                |

## Déroulement de la course
Le départ de la course est donné le dimanche après-midi aussitôt après quinze heures, par une très forte chaleur. Jean Behra, dont la Maserati n'était pas complètement immobilisée, prend la tête juste devant la Ferrari de Luigi Musso, Juan Manuel Fangio étant légèrement en retrait. Musso ne reste pas longtemps dans le sillage du pilote français ; il s'empare rapidement du commandement, avant d'aborder la descente vers le virage du Nouveau Monde et, au premier passage devant la stands, a déjà creusé l'écart sur Behra. Fangio passe en troisième position (son avant légèrement endommagé après avoir accroché l'arrière de la voiture de son coéquipier Behra dans la descente), talonné par la Ferrari de Peter Collins, la Maserati d'Harry Schell et la BRM de l'étonnant Herbert MacKay-Fraser, qui dispute ici son tout premier Grand Prix de championnat. Au second tour, Fangio passe à l'attaque, déborde Behra, et se rapproche de Musso. À la fin du troisième tour, il est dans les roues du pilote italien, qu'il dépasse au début du tour suivant. Ron Flockhart a déjà abandonné, sa BRM étant sortie de la piste après avoir heurté un fût d'huile ; il s'en tire avec quelques contusions et une fêlure du fémur.
En tête, Fangio creuse rapidement l'écart. Après dix tours, il compte déjà près de huit secondes d'avance sur Musso, maintenant talonné par son coéquipier Peter Collins qui a facilement dépassé Behra. Ce dernier roule isolé, accusant désormais quinze secondes de retard sur l'homme de tête. Ses coéquipiers Harry Schell et Carlos Menditéguy, respectivement cinquième et sixième, sont beaucoup plus loin. Au quatorzième tour, Collins déborde Musso pour le gain de la seconde place, tandis que Menditéguy creuse l'écart sur la Ferrari de Mike Hawthorn et la BRM de MacKay-Fraser, qui se disputent âprement la septième place. Menditéguy rejoint bientôt Schell, les deux hommes vont pendant une dizaine de tours se livrer un duel fratricide pour la cinquième place, échangeant à plusieurs reprises leurs positions. Au dix-neuvième tour, le pilote argentin prend finalement le dessus, Schell devant lever le pied à cause d'un début de surchauffe de son moteur. Quelques boucles plus tard, Menditeguy va à son tour connaître des problèmes de moteur, rétrogradant en huitième position derrière Hawthorn, Lewis-Evans (bien revenu après un début de course prudent sur sa Vanwall) et Schell. À ce moment, Collins, qui se maintenait facilement en seconde position, commence à avoir des problèmes de sélecteur de vitesses et Musso en profite pour le dépasser au cours du vingt-septième tour.
Après trente tours, Fangio mène toujours très confortablement la course, possédant près de vingt secondes d'avance sur Musso et vingt-cinq sur Collins. Behra, qui roule toujours isolé en quatrième position, est à plus d'une minute, son moteur ayant perdu de la puissance à cause d'un échappement fendu, et son avance sur Lewis-Evans et Hawthorn, qui roulent de concert, commence à se réduire. Lewis-Evans va cependant devoir abandonner peu après : le moteur surchauffe, et de plus la direction commence à lâcher. Hawthorn retrouve la cinquième position et rattrape progressivement Behra, dont le moteur commence à perdre de l'huile, à cause d'une canalisation endommagée. En dix tours, le pilote français est rejoint, et au quarante-quatrième passage devant les tribunes Hawthorn est devant. Les Ferrari occupent désormais les seconde, troisième et quatrième places, seule celle de Maurice Trintignant ayant abandonné, l'allumage n'ayant jamais correctement fonctionné. Devant, ayant battu à maintes reprises le record du tour, Fangio semble inaccessible, menant sa course avec aisance dans un style forçant l'admiration. Il a alors plus de quarante secondes d'avance sur Musso. Cependant, ses longs dérapages contrôlés ont généré une usure importante de ses pneus arrière, ce qui inquiète le directeur de course de l'équipe Maserati : à la fin du cinquantième tour, Nello Ugolini fait signe à son pilote de ralentir, et lui montre que son pneu arrière gauche est bon à changer. Mais Fangio estime qu'il peut terminer la course sans s'arrêter. Il lève cependant légèrement le pied, permettant à Musso de revenir sur lui. Prévenu par son stand, le pilote italien fait le forcing. Il reprend environ deux secondes au tour à Fangio, et au soixante-cinquième tour, après avoir porté le record à plus de 165 km/h de moyenne, il n'est plus qu'à seize secondes du champion argentin. Celui-ci ne se départ pas de son calme, gérant son avance. Et c'est Musso qui commet l'erreur, un tête-à-queue au virage du Nouveau Monde annihilant tous ses efforts. Il parvient à repartir, toujours en seconde position, mais compte désormais cinquante secondes de retard et a perdu toute chance de victoire. La course s'achève sur un triomphe de Fangio, qui au terme d'une course magistrale remporte son quatrième Grand Prix de l'ACF. Interrogé à l'arrivée sur l'état de son pneu arrière gauche, dont le dessin a complètement disparu, il dira simplement : « ce pneu bien usé, bien lisse, me permettait précisément de mieux déraper dans les courbes. » Second, Musso passe la ligne cinquante secondes, précédant ses coéquipiers Collins (qui malgré ses problèmes de boîte de vitesses a pu rallier l'arrivée) et Hawthorn, qui compte un tour de retard. Moteur hors d'usage à la fin de son soixante-dixième tour, Behra s'est arrêté juste avant la ligne d'arrivée et a attendu l'arrivée victorieuse de Fangio pour la franchir, ce qui lui permet d'être classé. Son dernier tour n'est cependant pas crédité car effectué dans un laps de temps trop important, et le pilote français perd ainsi le bénéfice de sa cinquième place au profit de Schell.

### Classements intermédiaires
Classements intermédiaires des monoplaces aux premier, troisième, cinquième, dixième, vingtième, trentième, quarantième, cinquantième et soixante-cinquième tours.

### Classement de la course
| Pos  | No | Pilote                     | Voiture       | Tours | Temps/Abandon                      | Grille | Points |
| ---- | -- | -------------------------- | ------------- | ----- | ---------------------------------- | ------ | ------ |
| 1    | 2  | Juan Manuel Fangio         | Maserati      | 77    | 3 h 07 min 46 s 4                  | 1      | 8      |
| 2    | 10 | Luigi Musso                | Ferrari       | 77    | 3 h 08 min 37 s 2 (+ 50 s 8)       | 3      | 7      |
| 3    | 12 | Peter Collins              | Ferrari       | 77    | 3 h 09 min 52 s 4 (+ 2 min 06 s 0) | 5      | 4      |
| 4    | 14 | Mike Hawthorn              | Ferrari       | 76    | 3 h 08 min 35 s 1 (+ 1 tour)       | 7      | 3      |
| 5    | 6  | Harry Schell               | Maserati      | 70    | 3 h 09 min 00 s 9 (+ 7 tours)      | 4      | 2      |
| 6    | 4  | Jean Behra                 | Maserati      | 69    | 3 h 07 min 50 s 2 (+ 8 tours)      | 2      |        |
| 7    | 24 | Mike MacDowel Jack Brabham | Cooper-Climax | 68    | 3 h 08 min 32 s 5 (+ 9 tours)      | 15     |        |
| Abd. | 8  | Carlos Menditéguy          | Maserati      | 30    | Panne moteur                       | 9      |        |
| Abd. | 18 | Stuart Lewis-Evans         | Vanwall       | 30    | Direction                          | 10     |        |
| Abd. | 20 | Roy Salvadori              | Vanwall       | 25    | Panne moteur                       | 6      |        |
| Abd. | 28 | Herbert MacKay-Fraser      | BRM           | 24    | Transmission                       | 12     |        |
| Abd. | 16 | Maurice Trintignant        | Ferrari       | 23    | Panne électrique                   | 8      |        |
| Abd. | 22 | Jack Brabham               | Cooper-Climax | 4     | Accident                           | 13     |        |
| Abd. | 30 | Horace Gould               | Maserati      | 4     | Arbre de transmission              | 14     |        |
| Abd. | 26 | Ron Flockhart              | BRM           | 2     | Accident                           | 11     |        |

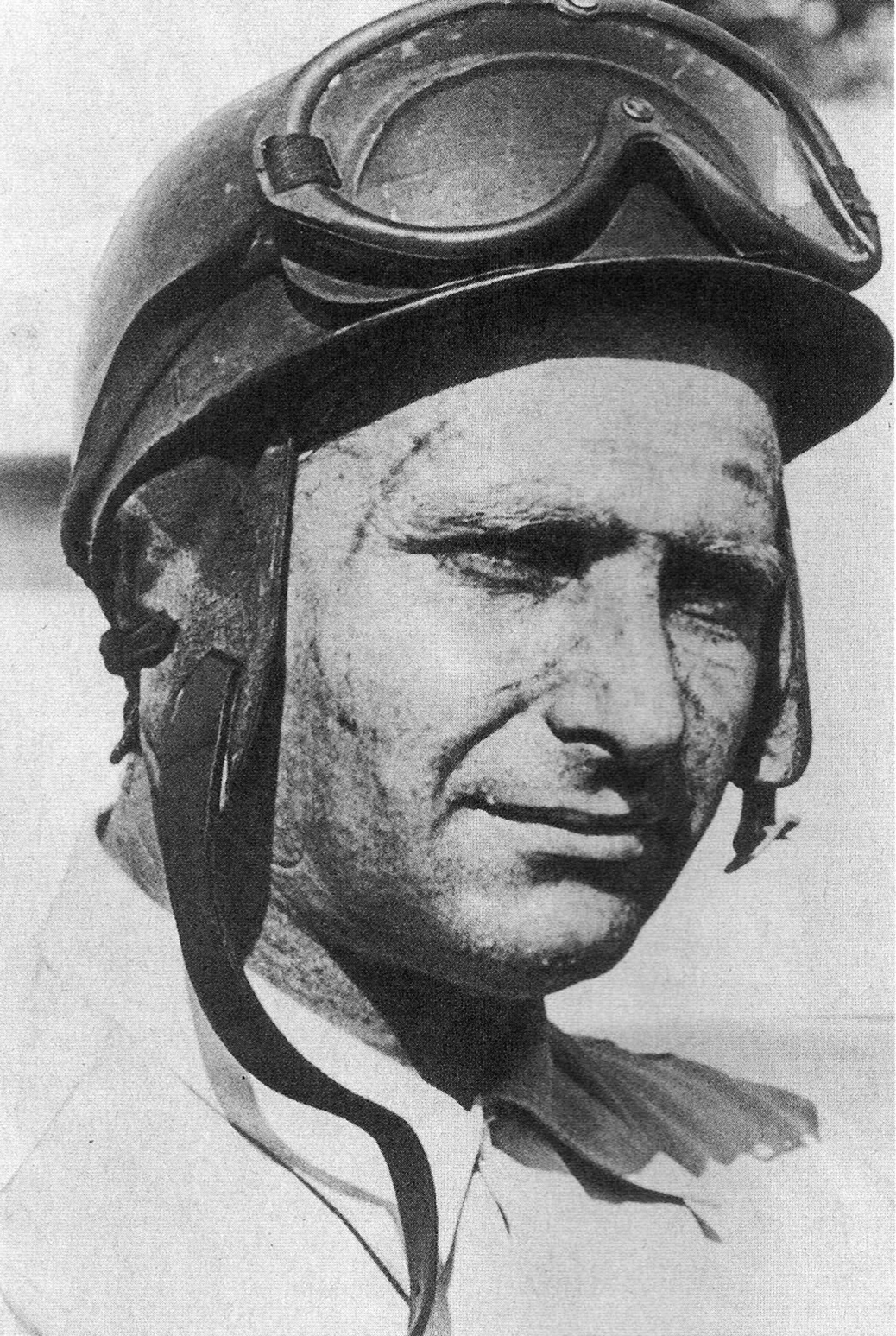
Troisième victoire de rang pour Juan Manuel Fangio, à la conquête d'un cinquième titre mondial.

- Jean Behra a couvert 70 tours, seuls 69 étant crédités, son dernier tour n'ayant pas été accompli suffisamment rapidement pour être comptabilisé selon la réglementation de l'ACF[15].

### Pole position et record du tour
- Pole position :  Juan Manuel Fangio en 2 min 21 s 5 (vitesse moyenne : 166,440 km/h). Temps réalisé lors de la séance d'essais du samedi 6 juillet[2].
- Meilleur tour en course :  Luigi Musso en 2 min 22 s 4 (vitesse moyenne : 165,388 km/h) au soixante-cinquième tour.

### Tours en tête
- Luigi Musso : 3 tours (1-3)
- Juan Manuel Fangio : 74 tours (4-77)

## Classement général à l'issue de la course
- Attribution des points : 8, 6, 4, 3, 2 respectivement aux cinq premiers de chaque épreuve et 1 point supplémentaire pour le pilote ayant accompli le meilleur tour en course (signalé par un astérisque)
- Le règlement permet aux pilotes de se relayer sur une même voiture, les points éventuellement acquis étant alors partagés. En Argentine, González et Portago marquent un  point chacun pour leur cinquième place.
- Sur neuf épreuves qualificatives initialement prévues pour le championnat du monde 1957, huit seront effectivement courues, le Grand Prix de Belgique, programmé le 2 juin, et le Grand Prix des Pays-Bas, programmé le 16 juin[16], ayant été annulés. À la suite de ces défections, la Commission sportive internationale intégrera le Grand Prix de Pescara (épreuve traditionnellement hors championnat) au calendrier mondial.

| Pos. | Pilote                | Écurie       | Points | ARG | MON | 500 | FRA | GBR | ALL | PES | ITA |
| ---- | --------------------- | ------------ | ------ | --- | --- | --- | --- | --- | --- | --- | --- |
| 1    | Juan Manuel Fangio    | Maserati     | 25     | 8   | 9*  | -   | 8   |     |     |     |     |
| 2    | Sam Hanks             | Epperly      | 8      | -   | -   | 8   | -   |     |     |     |     |
| 3    | Jim Rathmann          | Epperly      | 7      | -   | -   | 7*  | -   |     |     |     |     |
|      | Luigi Musso           | Ferrari      | 7      | -   | -   | -   | 7*  |     |     |     |     |
| 5    | Jean Behra            | Maserati     | 6      | 6   | -   | -   | -   |     |     |     |     |
|      | Tony Brooks           | Vanwall      | 6      | -   | 6   | -   | -   |     |     |     |     |
| 7    | Harry Schell          | Maserati     | 5      | 3   | -   | -   | 2   |     |     |     |     |
| 8    | Carlos Menditéguy     | Maserati     | 4      | 4   | -   | -   | -   |     |     |     |     |
|      | Masten Gregory        | Maserati     | 4      | -   | 4   | -   | -   |     |     |     |     |
|      | Jimmy Bryan           | Kuzma        | 4      | -   | -   | 4   | -   |     |     |     |     |
|      | Peter Collins         | Ferrari      | 4      | -   | -   | -   | 4   |     |     |     |     |
| 12   | Stuart Lewis-Evans    | Connaught    | 3      | -   | 3   | -   | -   |     |     |     |     |
|      | Paul Russo            | Kurtis Kraft | 3      | -   | -   | 3   | -   |     |     |     |     |
|      | Mike Hawthorn         | Ferrari      | 3      | -   | -   | -   | 3   |     |     |     |     |
| 15   | Maurice Trintignant   | Ferrari      | 2      | -   | 2   | -   | -   |     |     |     |     |
|      | Andy Linden           | Kurtis Kraft | 2      | -   | -   | 2   | -   |     |     |     |     |
| 17   | José Froilán González | Ferrari      | 1      | 1   | -   | -   | -   |     |     |     |     |
|      | Alfonso de Portago    | Ferrari      | 1      | 1   | -   | -   | -   |     |     |     |     |
|      | Stirling Moss         | Maserati     | 1      | 1*  | -   | -   | -   |     |     |     |     |

## À noter
- 23e victoire en championnat du monde pour Juan Manuel Fangio.
- 8e victoire en championnat du monde pour Maserati en tant que constructeur.
- 8e victoire en championnat du monde pour Maserati en tant que motoriste.
- Voiture copilotée : no 24 : Mike MacDowel (17 tours) puis Jack Brabham (51 tours[3]).